# Jeux olympiques de la jeunesse de 2010
Les Jeux olympiques de la jeunesse d’été de 2010 ont eu lieu du 14 au 26 août 2010 à Singapour. C’est la première édition des Jeux olympiques de la jeunesse d'été, dont la création a été décidée par le Comité international olympique (CIO) lors de sa 119e session, qui a eu lieu à Guatemala City du 4 au 7 juillet 2007.
Prévus pour être axés autant sur le sport que sur l’éducation et la culture, ils s’inscrivent dans une politique qui se veut respectueuse de l’environnement et réunissent environ 3 600 athlètes âgés de 14 à 18 ans issus de 205 comités nationaux olympiques. Pour couvrir la compétition organisée par environ 20 000 volontaires locaux et internationaux, 1 200 représentants des médias sont présents.
Les ambassadeurs de ces premiers JOJ sont le nageur américain Michael Phelps, la perchiste russe Yelena Isinbayeva, et le sprinteur jamaïcain Usain Bolt, tous trois détenteurs de records du monde dans leurs disciplines respectives.
En remportant le triathlon féminin, la Japonaise Yuka Sato est devenue la première championne de l'histoire des JOJ.

## Désignation de la ville hôte

### Villes initialement intéressées
Le processus de désignation de la ville hôte des premiers JOJ d’été a débuté en août 2007. Au 3 septembre 2007, 11 villes ont fait part de leur intérêt quant à l’organisation des jeux : Alger (Algérie), Athènes (Grèce), Bangkok (Thaïlande), Belgrade (Serbie), Debrecen (Hongrie), Guatemala City (Guatemala), Kuala Lumpur (Malaisie), Moscou (Russie), Poznań (Pologne), Singapour et Turin (Italie). Alger, n’ayant pas remis sa candidature à la date limite du 26 octobre 2007, a été écartée, ainsi que Belgrade, car la capitale serbe a décidé de se concentrer plutôt sur l’obtention des Jeux olympiques d'hiver de 2014.

### Villes sélectionnées sur la liste restreinte
En novembre 2007, après avoir analysé les différentes candidatures, le CIO a désigné Athènes, Bangkok, Moscou, Singapour et Turin sur la liste restreinte (short list) des 5 villes restant en lice pour accueillir les JOJ.
Le budget important (180 millions de dollars) proposé par Moscou, ainsi que l’expérience des organisateurs, les équipements déjà prêts et l’appui du gouvernement russe ont satisfait le CIO. La candidature de Singapour, prévoyant un budget de 75,7 millions de dollars, la construction d’un village olympique et d’un centre équestre, a été également bien reçue par le CIO, jugeant le budget suffisant et appréciant le soutien du gouvernement. Le dossier d’Athènes, quant à lui, a été critiqué en raison de son budget (273 millions de dollars) perçu comme trop élevé, largement au-delà des attentes du CIO et de ceux proposés par les autres candidats. Bangkok, à l’inverse, a proposé un budget de 33,5 millions de dollars, qui a été considéré comme trop faible par le CIO. Enfin, le projet de Turin a globalement été accueilli positivement par le CIO, notamment du fait de l’expérience de la ville à organiser des compétitions sportives d’envergure (Jeux olympiques d’hiver de 2006), bien que le comité fût inquiété du rapport de son expert, jugeant que les équipements ne pourraient pas être construits à temps, malgré un budget de 130 millions de dollars.
Les villes de Debrecen, Guatemala City, Kuala Lumpur et Poznán n’ont pas été sélectionnées sur la short list du CIO en raison de leurs résultats trop faibles dans la plupart des évaluations effectuées par le CIO.
| Résultats du choix de la ville candidate | Résultats du choix de la ville candidate | Résultats du choix de la ville candidate | Résultats du choix de la ville candidate | Résultats du choix de la ville candidate | Résultats du choix de la ville candidate | Résultats du choix de la ville candidate |
| Ville candidate                          | Pays                                     | 1er tour                                 | 2e tour                                  | 3e tour                                  | 4e tour                                  |                                          |
| ---------------------------------------- | ---------------------------------------- | ---------------------------------------- | ---------------------------------------- | ---------------------------------------- | ---------------------------------------- | ---------------------------------------- |
| Singapour                                | Singapour                                | 25                                       | 40                                       | 40                                       | 60                                       |                                          |
| Moscou                                   | Russie                                   | 25                                       | 45                                       | 50                                       | 40                                       |                                          |
| Athènes                                  | Grèce                                    | 13                                       | 11                                       | 10                                       |                                          |                                          |
| Turin                                    | Italie                                   | 12                                       | 9                                        |                                          |                                          |                                          |
| Bangkok                                  | Thaïlande                                | 9                                        |                                          |                                          |                                          |                                          |

### Villes finalistes
Le 21 janvier 2008, à l’issue d’une seconde analyse des dossiers des villes candidates présentes sur la liste restreinte, le CIO a sélectionné Singapour et Moscou en tant que villes finalistes pour l’obtention des JOJ.
Les projets d’Athènes, Bangkok et Turin ont été écartés en raison des risques qu’ils présentaient pour le CIO.
Le 21 février 2008, le CIO a annoncé que l’organisation de ces premiers JOJ d’été était confiée à Singapour. La ville a en effet remporté le vote avec 53 votes contre 44 pour Moscou.

## Préparation à la réception des JOJ

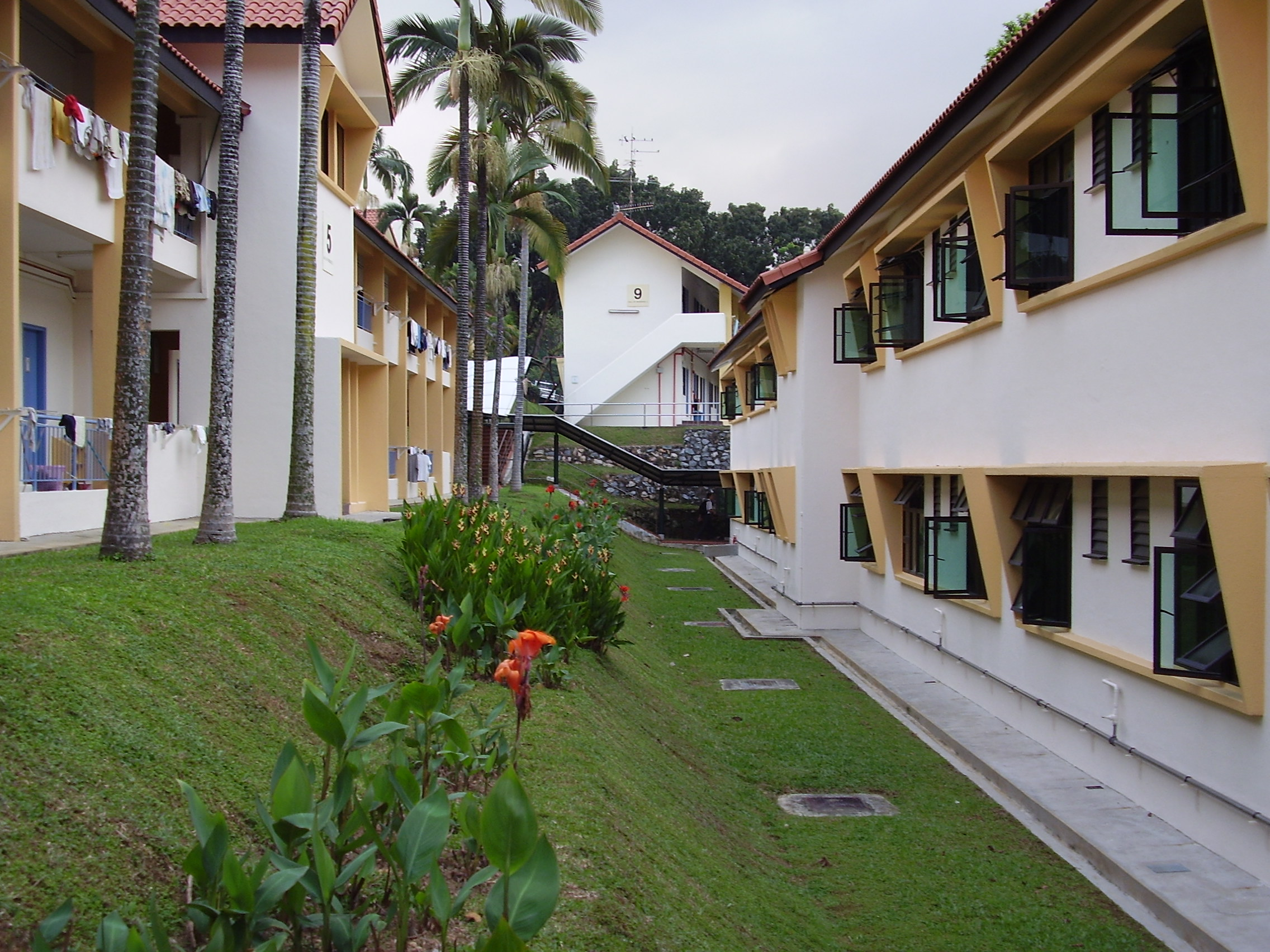
L’Université de technologie de Nanyang (NTU), emplacement du village olympique de la jeunesse.

Les JOJ de Singapour sont organisés par le SYOGOC (Singapour Youth Olympic Games Organising Comittee, Comité d’organisation des Jeux olympiques de la jeunesse à Singapour), composé de 23 membres et présidé par Ng Ser Miang, membre du CIO.

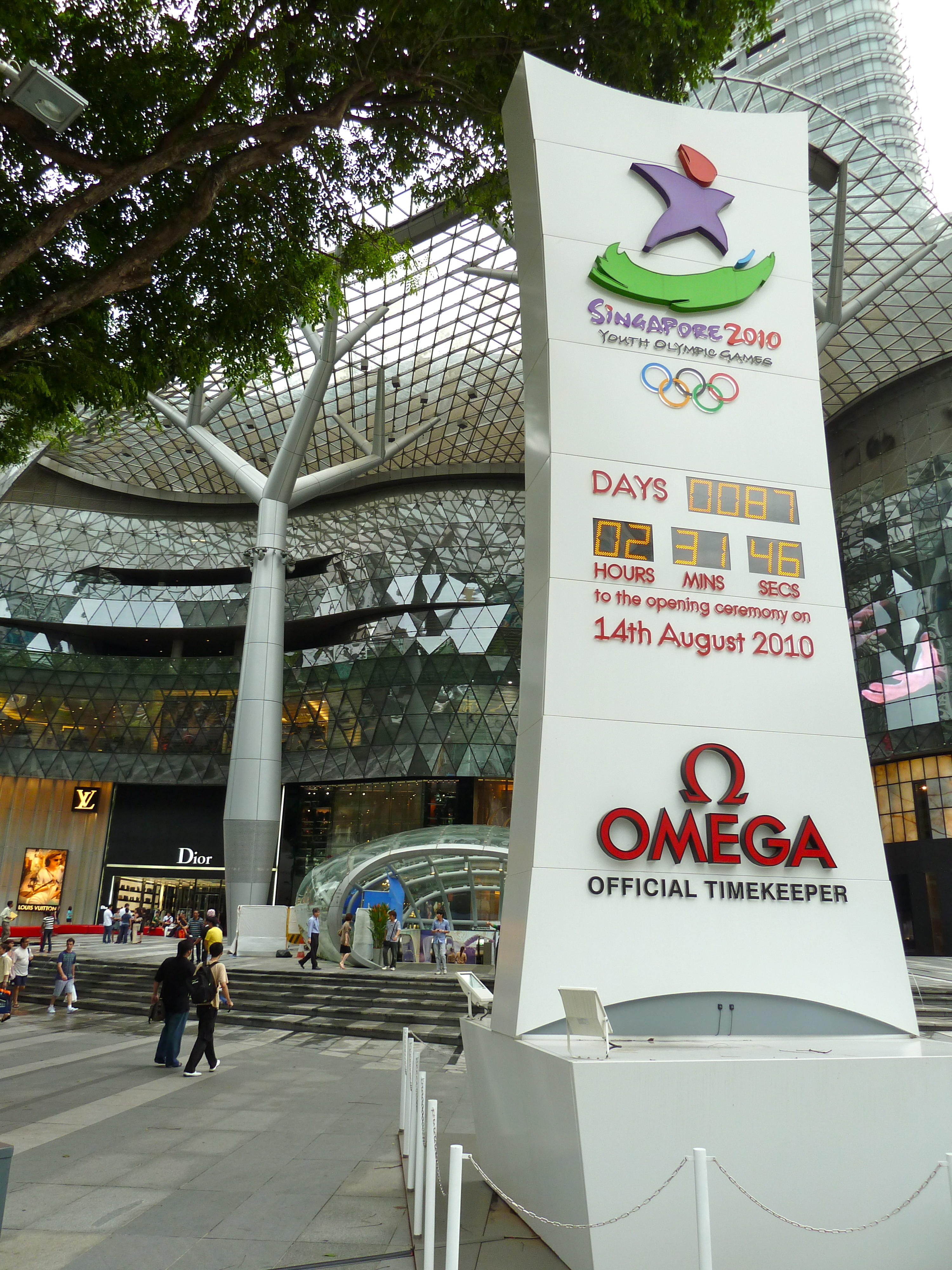
Le décompte avant les JOJ à Singapour.

Le projet de Singapour a reçu en février 2008 l’appui du gouvernement chinois, qui a offert son aide et son expérience (Jeux olympiques d'été de 2008) aux organisateurs.
Il a été annoncé en août 2008 que le village olympique de la jeunesse serait situé sur le campus de l’Université de technologie de Nanyang (Nanyang Technological University), alors que l’emplacement devait être à l’origine l’Université nationale de Singapour, qui a finalement été abandonné en raison de coûts de construction trop élevés.
Le 14 août 2009, des festivités ont été organisées au Padang à Singapour pour célébrer la dernière année avant l’ouverture des JOJ. Elles incluaient notamment l’inauguration d’une horloge effectuant un compte à rebours avant le début de la compétition, l’émission d’un timbre spécial et des feux d’artifice. L’événement a réuni plus de 5 000 personnes.
Le CIO a lancé le 7 novembre 2009 un concours de création de médaille pour les JOJ. Le 9 mars 2010, il a été annoncé que le concours avait été remporté par Setsuko Fukuzawa, de Montréal (Canada), grâce à sa création Yes, Youth Can (Oui, la jeunesse le peut), qui ornera le côté face des médailles remises lors des JOJ.
Le 7 mai 2010, les 99 derniers jours avant l’ouverture des JOJ ont été célébrés à l’espace jeunes *scape. À cette occasion, des activités sportives ont été organisées, ainsi que des spectacles musicaux, et les installations prévues pour les JOJ ont été présentées.

## Symbolique et marque

### Symbolique pour la candidature

Le logo de la candidature de Singapour aux JOJ.

La ville de Singapour, ayant montré son désir d’accueillir les premiers JOJ, a lancé quelques jours avant le dépôt officiel de sa candidature un logo et un site Web afin de rallier les Singapouriens au support du projet et leur permettre de signer en sa faveur. Le logo de la candidature, représentant la Vanda Miss Joaquim, la fleur nationale de la cité-état, était accompagné du slogan Blazing the Trail (Ouvrir la voie), qui symbolise l’esprit volontaire de Singapour.

### Emblème
Le SYOGOC a lancé en juillet 2008 un concours pour désigner l’emblème des JOJ. Ayant reçu plus de 1 800 créations, le comité a attribué en décembre 2008 des récompenses aux 10 participants ayant proposé les meilleures œuvres selon un jury de 13 membres.
Le logo finalement choisi pour les JOJ de Singapour, baptisé Esprit de la jeunesse, se compose de trois éléments :
- la flamme rouge renvoie à la couleur nationale de Singapour et est un symbole de désir d’apprendre ;
- l’étoile violette représente la fierté nationale ;
- l’arc de cercle symbolise la jeunesse et son dynamisme prometteur ; ses couleurs rappellent la situation géographique de la cité-état : vert pour la végétation tropicale, bleu pour l’océan entourant Singapour.

### Mascottes

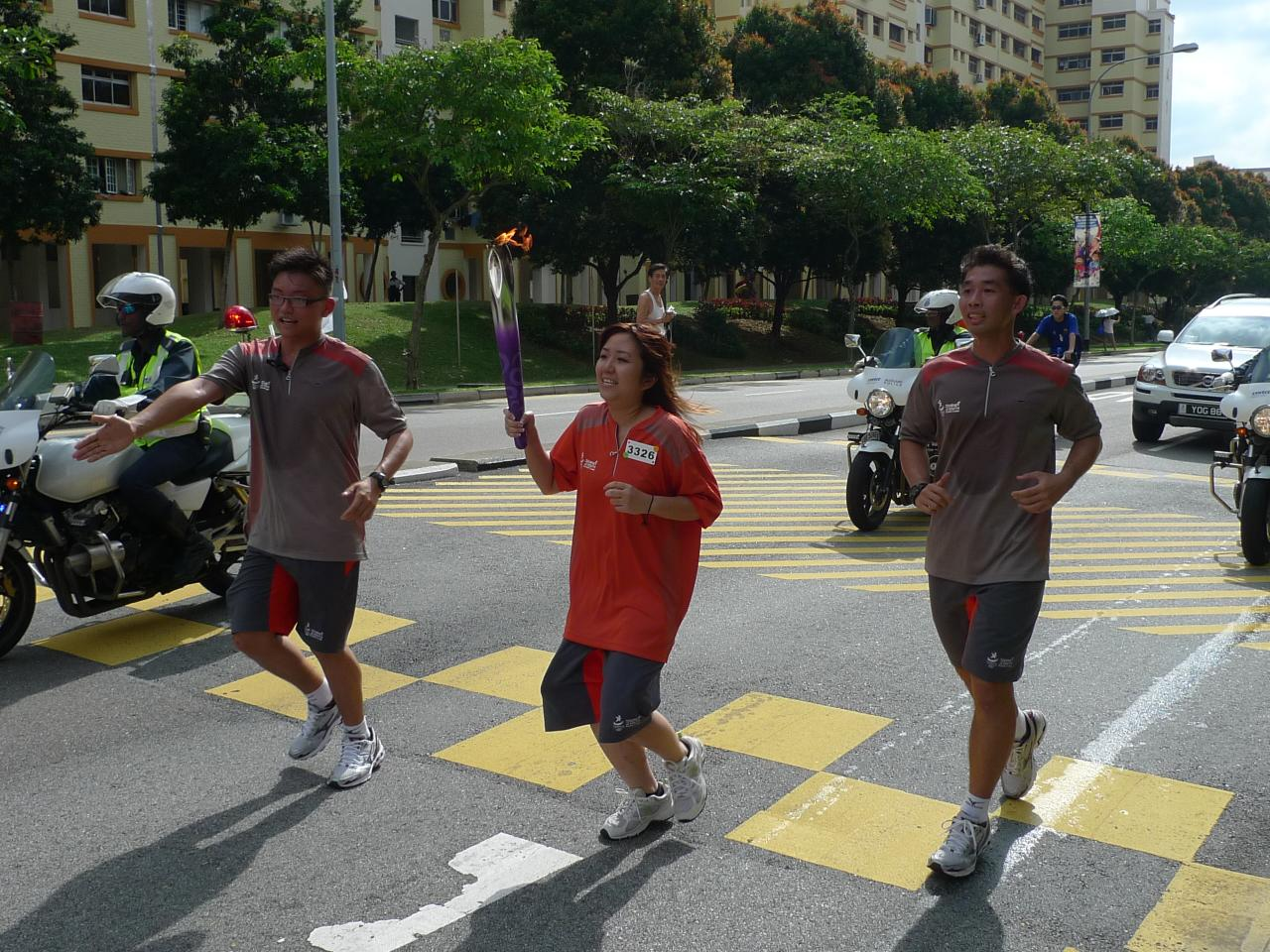
Le relais de la torche à Singapour en août 2010.

Les mascottes de ces premiers JOJ, nommées Lyo et Merly, ont été dévoilées le 21 novembre 2009. Lyo est un lion rouge qui symbolise la joie de vivre et l’énergie alors que Merly est une merlion bleue qui représente le respect et l’amitié.

### Flamme olympique
La flamme olympique, un des symboles des JOJ, a été allumée en juillet 2010 puis a effectué un trajet sur les cinq continents à partir d’Olympie en Grèce. Les villes visitées sont Berlin (Allemagne), Dakar (Sénégal), Mexico (Mexique), Auckland (Nouvelle-Zélande) et Séoul (Corée du Sud). Après cela, la flamme a fait un parcours de six jours à Singapour, jusqu’à l’ouverture officielle de la compétition le 14 août 2010.

### Hymne
L’hymne de ces JOJ, intitulé Everyone (Tout le monde), sera interprété par cinq chanteurs, chacun représentant un continent :
- la Sud-Africaine Jody Williams pour l’Afrique ;
- l’Américain Sean Kingston pour l’Amérique ;
- la Singapourienne Tabitha Nauser pour l’Asie ;
- le Britannique Steve Appleton pour l’Europe ;
- l’Australienne Jessica Mauboy pour l’Océanie.

## Cérémonies

### Cérémonie d’ouverture

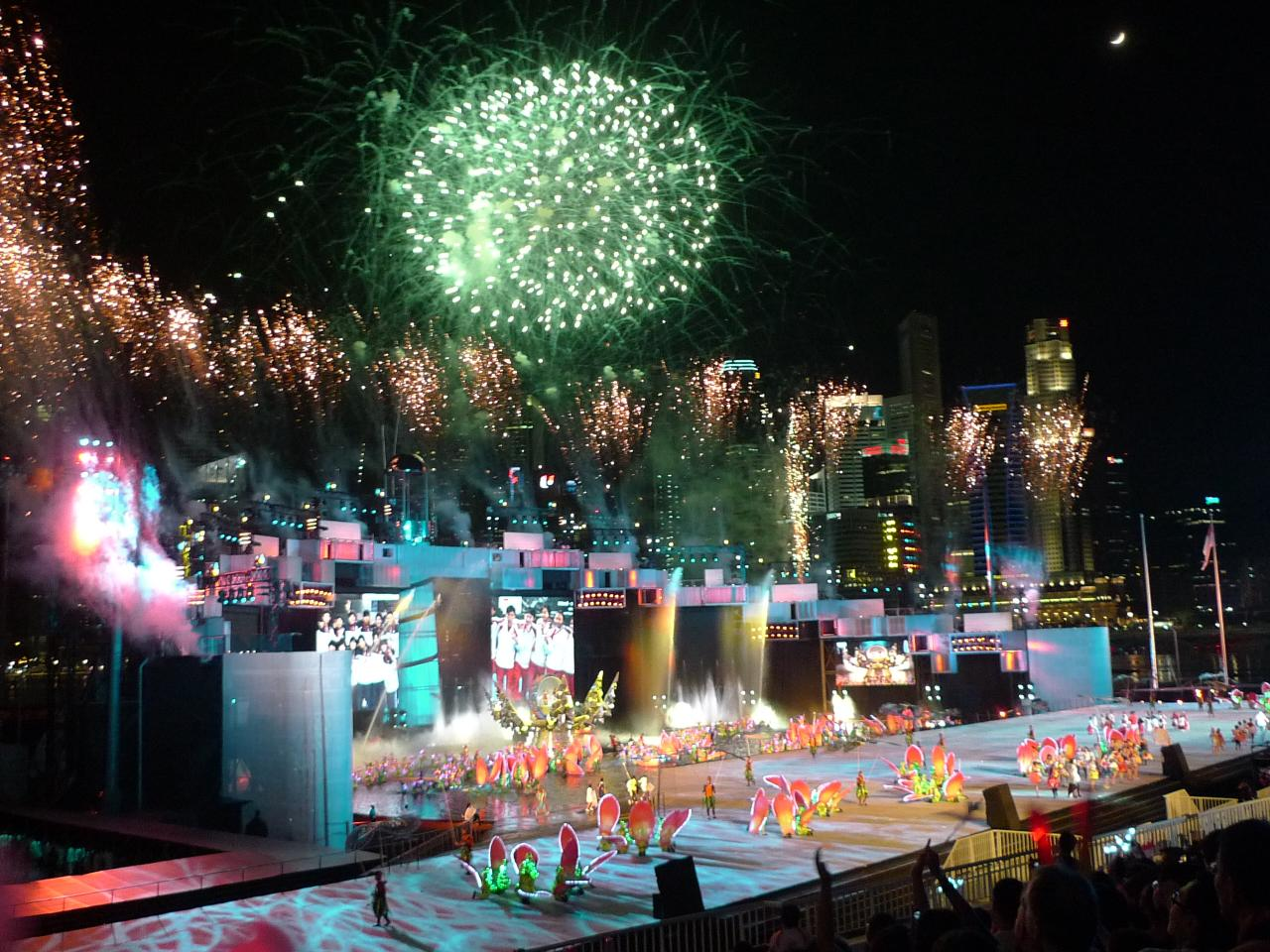
La cérémonie d’ouverture des JOJ.

La cérémonie d’ouverture des JOJ a eu lieu le 14 août 2010 dès 20 h 10 (UTC+8) à la plateforme flottante de la baie de la Marina, le centre historique de Singapour. 27 000 personnes ont assisté à l’événement, représenté par 5 000 chanteurs et danseurs, au cours duquel plus de 2 000 feux d’artifice multicolores ont été tirés. Le skipper singapourien Darren Choy, âgé de 16 ans, a finalement allumé la flamme olympique.
Jacques Rogge, président du CIO, s’est adressé aux athlètes lors d’un discours inaugural, déclarant que ces épreuves allaient leur apprendre à faire la différence entre gagner et être un champion.

« Pour gagner, il faut seulement passer la ligne d’arrivée. Pour être un champion, il faut susciter l’admiration pour sa personnalité autant que pour ses talents physiques. »

— Jacques Rogge

### Cérémonie de clôture

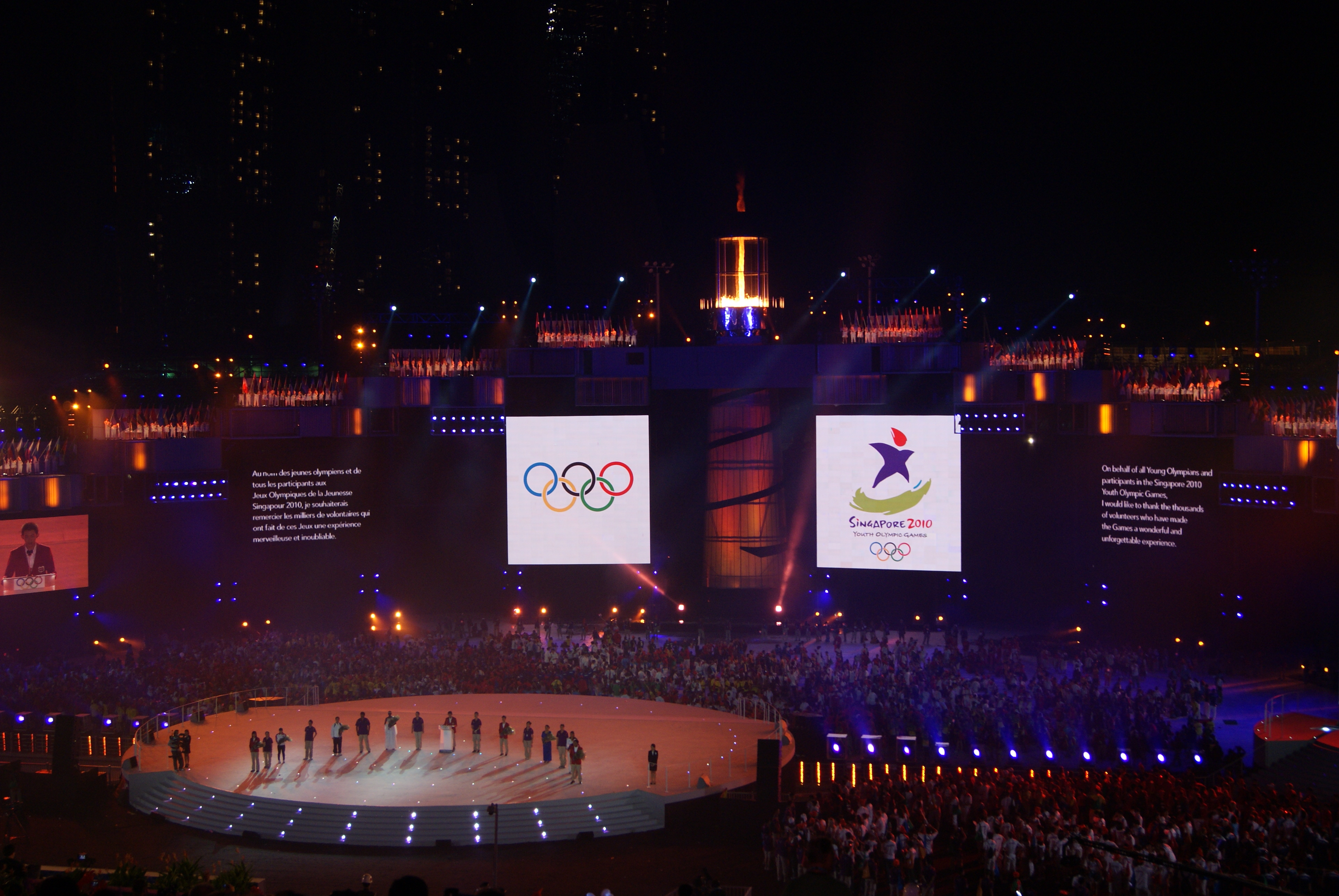
La cérémonie de clôture avec la flamme olympique de la jeunesse en fond.

La cérémonie de clôture s’est déroulée le 26 août 2010 à la plateforme flottante de la baie de la Marina et a réuni 27 000 spectateurs. Le drapeau olympique a été transmis à Nankin qui organisera l’édition de 2014.

## Nations participantes
Les 205 comités nationaux olympiques participent aux JOJ, à l’exception du Koweït, dont le comité olympique a été suspendu en raison d’un cas d’ingérence de la part du gouvernement koweïtien. Les athlètes de ce pays participent cependant sous les couleurs du drapeau olympique.
Voici la liste des nations participantes :
| Afrique | Amériques | Asie | Europe | Océanie |
| - Afrique du Sud - Algérie - Angola - Bénin - Botswana - Burkina Faso - Burundi - Cameroun - Cap-Vert - République centrafricaine - Union des Comores - République du Congo - République démocratique du Congo - Côte d'Ivoire - Djibouti - Égypte - Érythrée - Éthiopie - Gabon - Gambie - Ghana - Guinée - Guinée-Bissau - Guinée équatoriale - Kenya - Lesotho - Libéria - Libye - Madagascar - Malawi - Mali - Maroc - Maurice - Mauritanie - Mozambique - Namibie - Niger - Nigeria - Ouganda - Rwanda - Sao Tomé-et-Principe - Sénégal - Seychelles - Sierra Leone - Somalie - Soudan - Swaziland - Tanzanie - Tchad - Togo - Tunisie - Zambie - Zimbabwe | - Antigua-et-Barbuda - Argentine - Aruba - Bahamas - Barbade - Belize - Bermudes - Bolivie - Brésil - Îles Caïmans - Canada - Chili - Colombie - Costa Rica - Cuba - Dominique - Équateur - États-Unis - Grenade - Guatemala - Guyana - Haïti - Honduras - Îles Vierges britanniques - Îles Vierges des États-Unis - Jamaïque - Mexique - Nicaragua - Panama - Paraguay - Pérou - Porto Rico - République dominicaine - Saint-Christophe-et-Niévès - Sainte-Lucie - Saint-Vincent-et-les Grenadines - Salvador - Suriname - Trinité-et-Tobago - Uruguay - Venezuela | - Afghanistan - Arabie saoudite - Bahreïn - Bangladesh - Bhoutan - Birmanie - Brunei - Cambodge - Chine - Taipei chinois - Corée du Nord - Corée du Sud - Émirats arabes unis - Hong Kong - Inde - Indonésie - Irak - Iran - Israël - Japon - Jordanie - Kazakhstan - Kirghizistan - Koweït - Laos - Liban - Malaisie - Maldives - Mongolie - Népal - Oman - Ouzbékistna - Palestine - Pakistan - Philippines - Qatar - Singapour - Sri Lanka - Syrie - Tadjiskistan - Thaïlande - Timor oriental - Turkménistan - Viêt Nam - Yémen | - Albanie - Allemagne - Andorre - Arménie - Autriche - Azerbaïdjan - Belgique - Biélorussie - Bosnie-Herzégovine - Bulgarie - Chypre - Croatie - Danemark - Estonie - Espagne - Finlande - France - Géorgie - Grèce - Hongrie - Irlande - Islande - Italie - Lettonie - Liechtenstein - Lituanie - Luxembourg - Macédoine - Malte - Moldavie - Monaco - Monténégro - Norvège - Pays-Bas - Pologne - Portugal - République tchèque - Roumanie - Grande-Bretagne - Russie - Saint-Marin - Serbie - Slovaquie - Slovénie - Suède - Suisse - Turquie - Ukraine | - Australie - Îles Cook - Fidji - Guam - Kiribati - Marshall - Micronésie - Nauru - Nouvelle-Zélande - Palaos - Papouasie-Nouvelle-Guinée - Salomon - Samoa - Samoa américaines - Tonga - Tuvalu - Vanuatu |
| 53 pays | 42 pays | 43 pays | 49 pays | 17 pays |
| - Athlètes olympiques indépendants (originaires du Koweït) | | | | |

## Compétition

### Sports
Voici une liste des sports qui sont proposés aux JOJ, ainsi que des sites où ils sont pratiqués.
| Sport                                    | Site                                                                                |
| ---------------------------------------- | ----------------------------------------------------------------------------------- |
| Athlétisme                               | Stade Bishan                                                                        |
| Aviron                                   | Réserve d’eau de la Marina                                                          |
| Badminton                                | Palais omnisports de la ville de Singapour                                          |
| Basket-ball                              | Espace jeunes *scape                                                                |
| Boxe                                     | Palais des congrès                                                                  |
| Canoë-kayak                              | Réserve d’eau de la Marina                                                          |
| Cyclisme - BMX et VTT - Course sur route | - Parcours de BMX et VTT de Tampines - Plateforme flottante de la baie de la Marina |
| Équitation                               | Singapore Turf Club                                                                 |
| Escrime                                  | Palais des congrès                                                                  |
| Football                                 | Stade Jalan Besar                                                                   |
| Gymnastique                              | Palais des sports de Bishan                                                         |
| Haltérophilie                            | Palais des sports de Toa Payoh                                                      |
| Handball                                 | Palais des congrès                                                                  |
| Hockey sur gazon                         | Stade de hockey de Sengkang                                                         |
| Judo                                     | Palais des congrès                                                                  |

| Sport              | Site                                                            |
| ------------------ | --------------------------------------------------------------- |
| Lutte              | Palais des congrès                                              |
| Natation           | École d’éducation physique et sportive de la ville de Singapour |
| Pentathlon moderne | École d’éducation physique et sportive de la ville de Singapour |
| Plongeon           | Complexe sportif de natation de Toa Payoh                       |
| Taekwondo          | Palais des congrès                                              |
| Tennis             | Centre de tennis de Kallang                                     |
| Tennis de table    | Palais omnisports de la ville de Singapour                      |
| Tir                | École d’éducation physique et sportive de la ville de Singapour |
| Tir à l’arc        | Terrain de Kallang                                              |
| Triathlon          | East Coast Park                                                 |
| Voile              | Centre national de voile                                        |
| Volley-ball        | Palais des sports de Toa Payoh                                  |

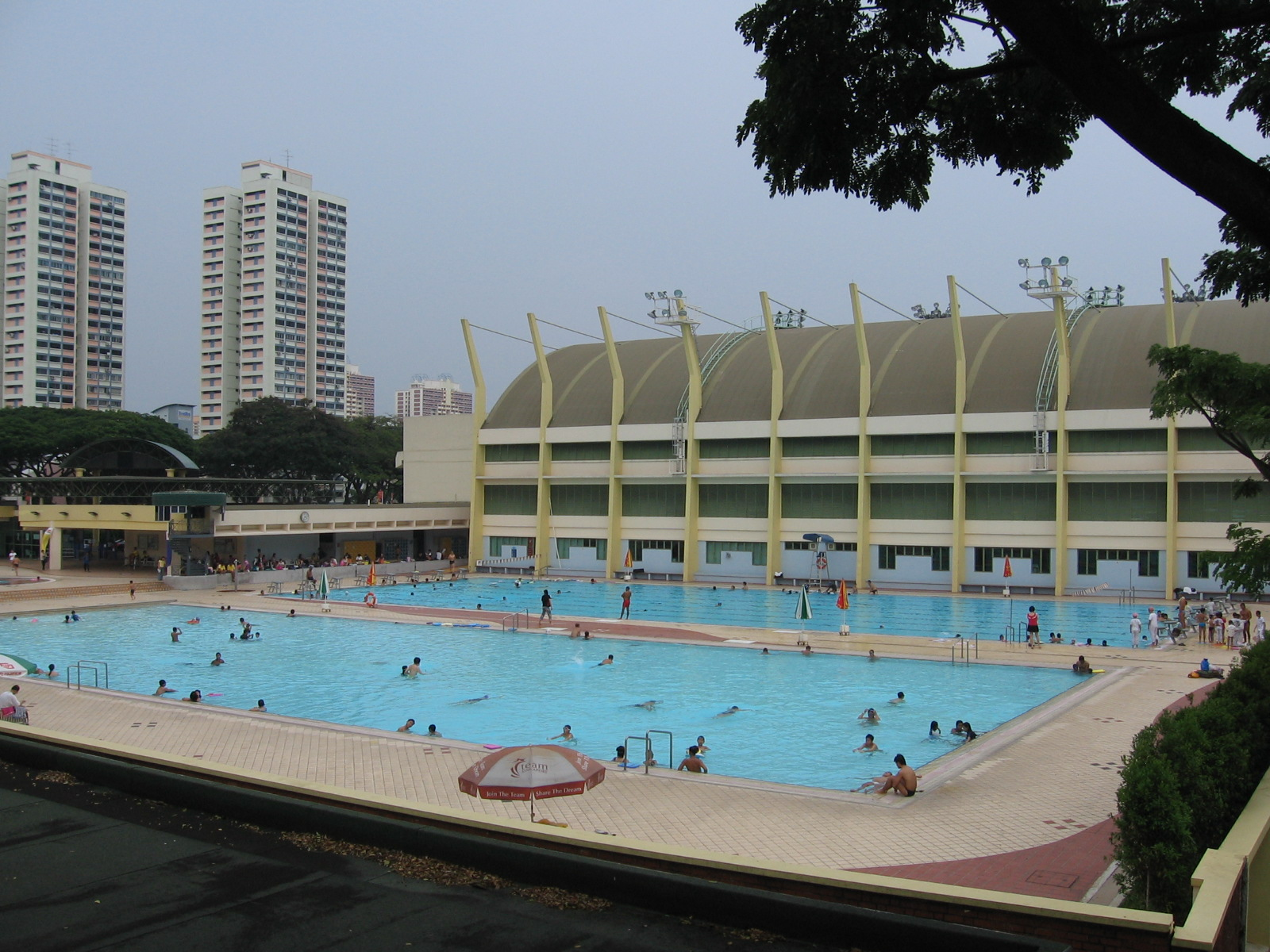
Le complexe sportif de natation de Toa Payoh
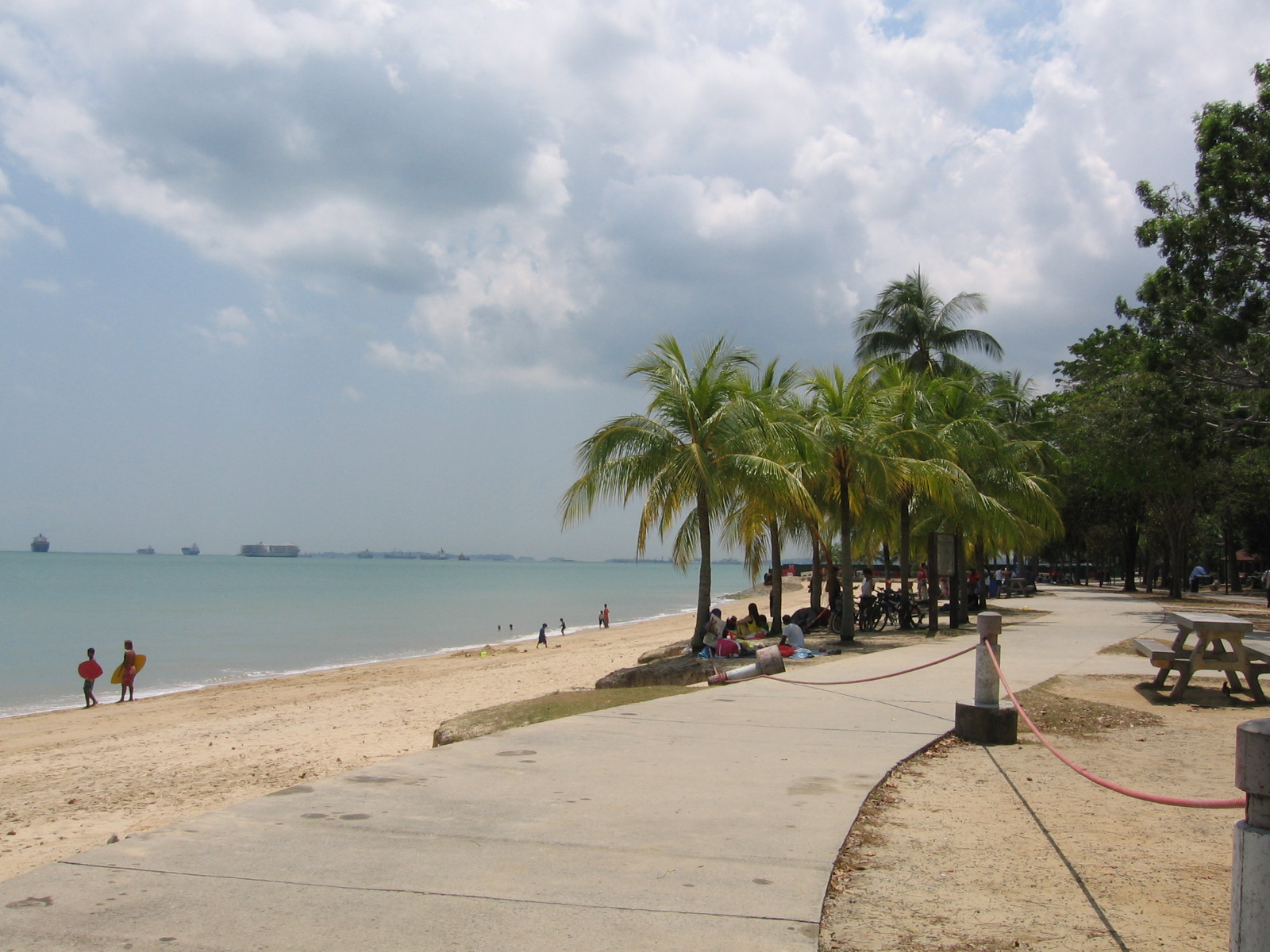
East Coast Park
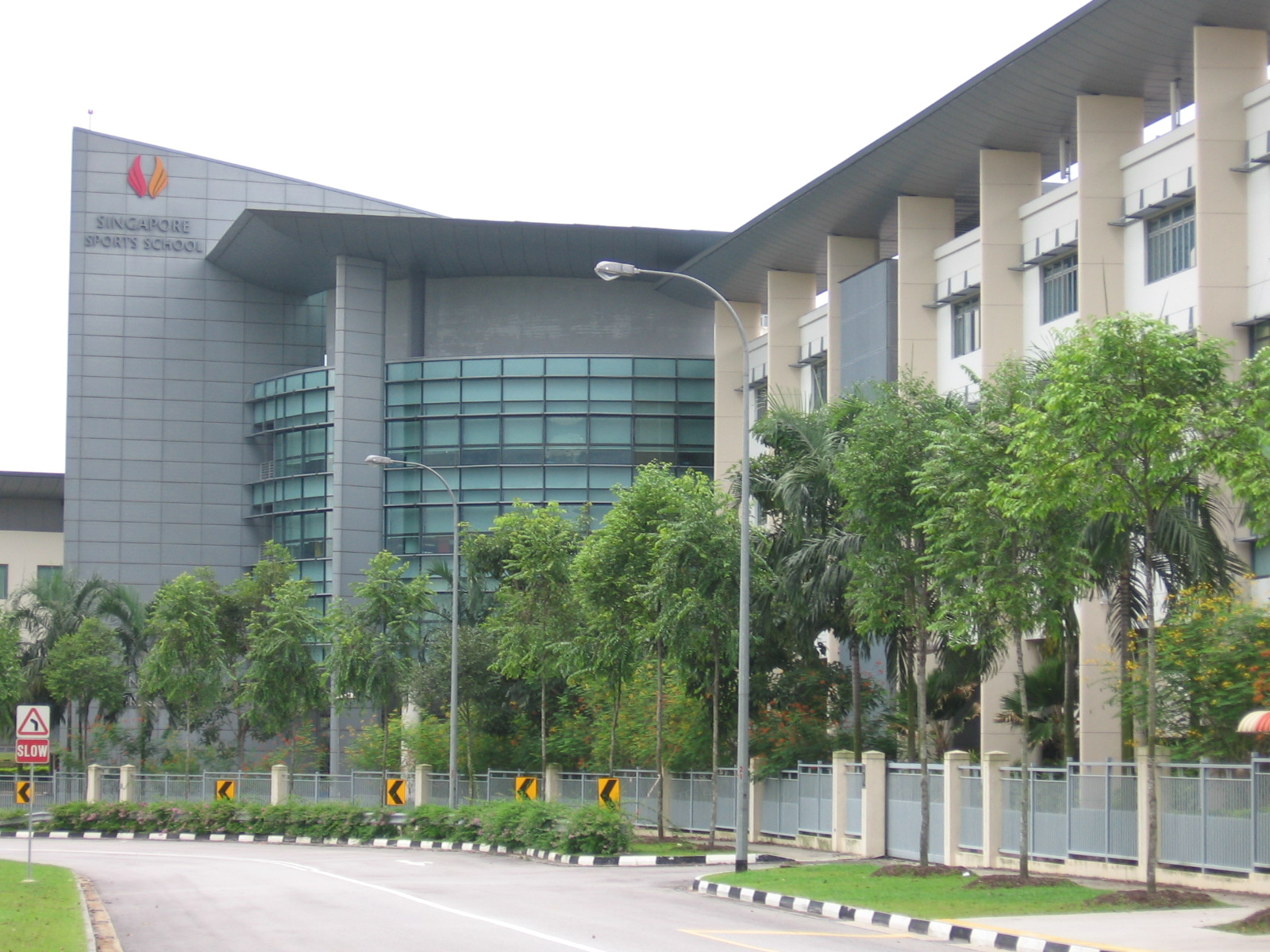
L’école d’éducation physique et sportive de la ville de Singapour
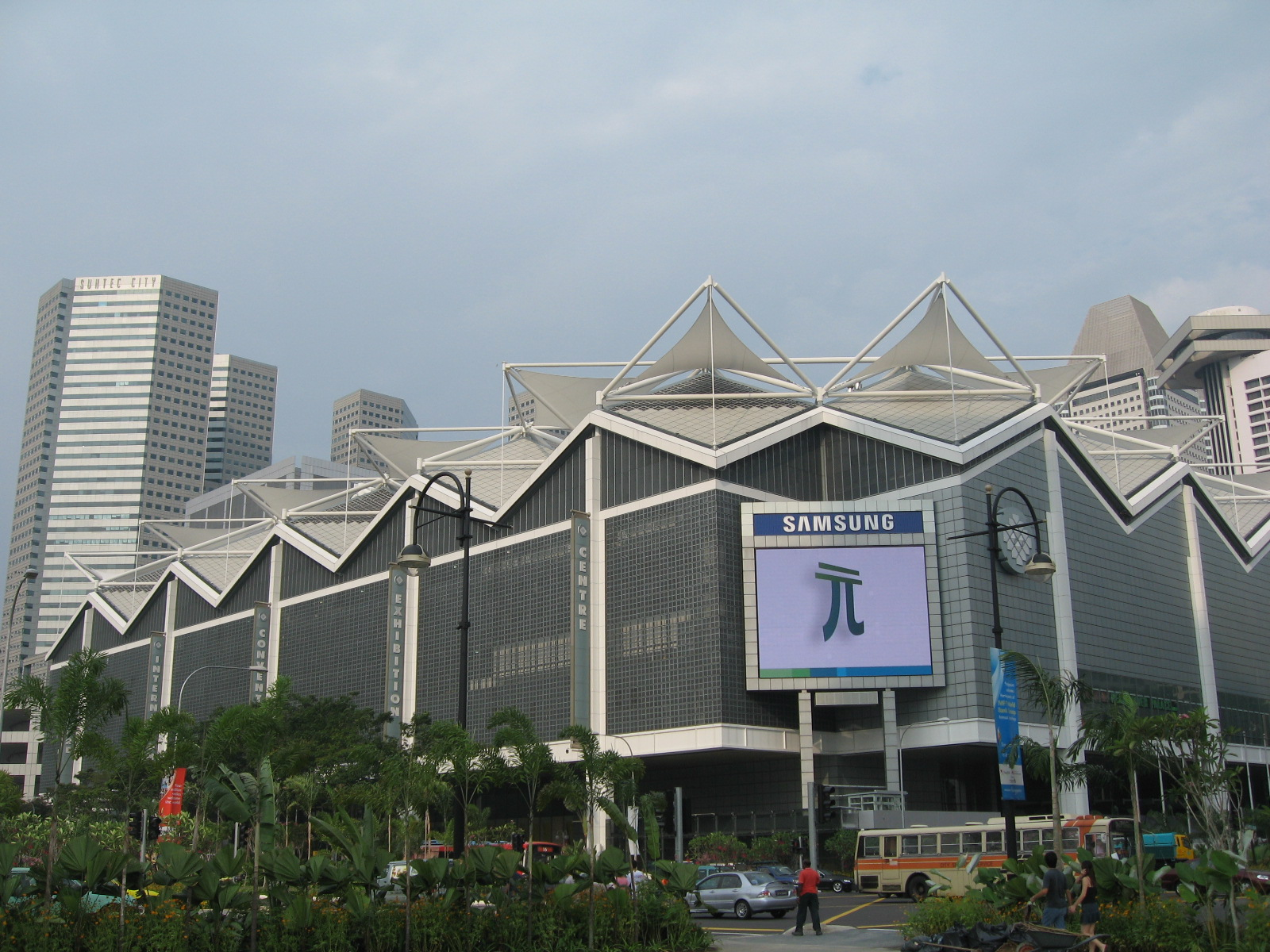
Le palais des congrès
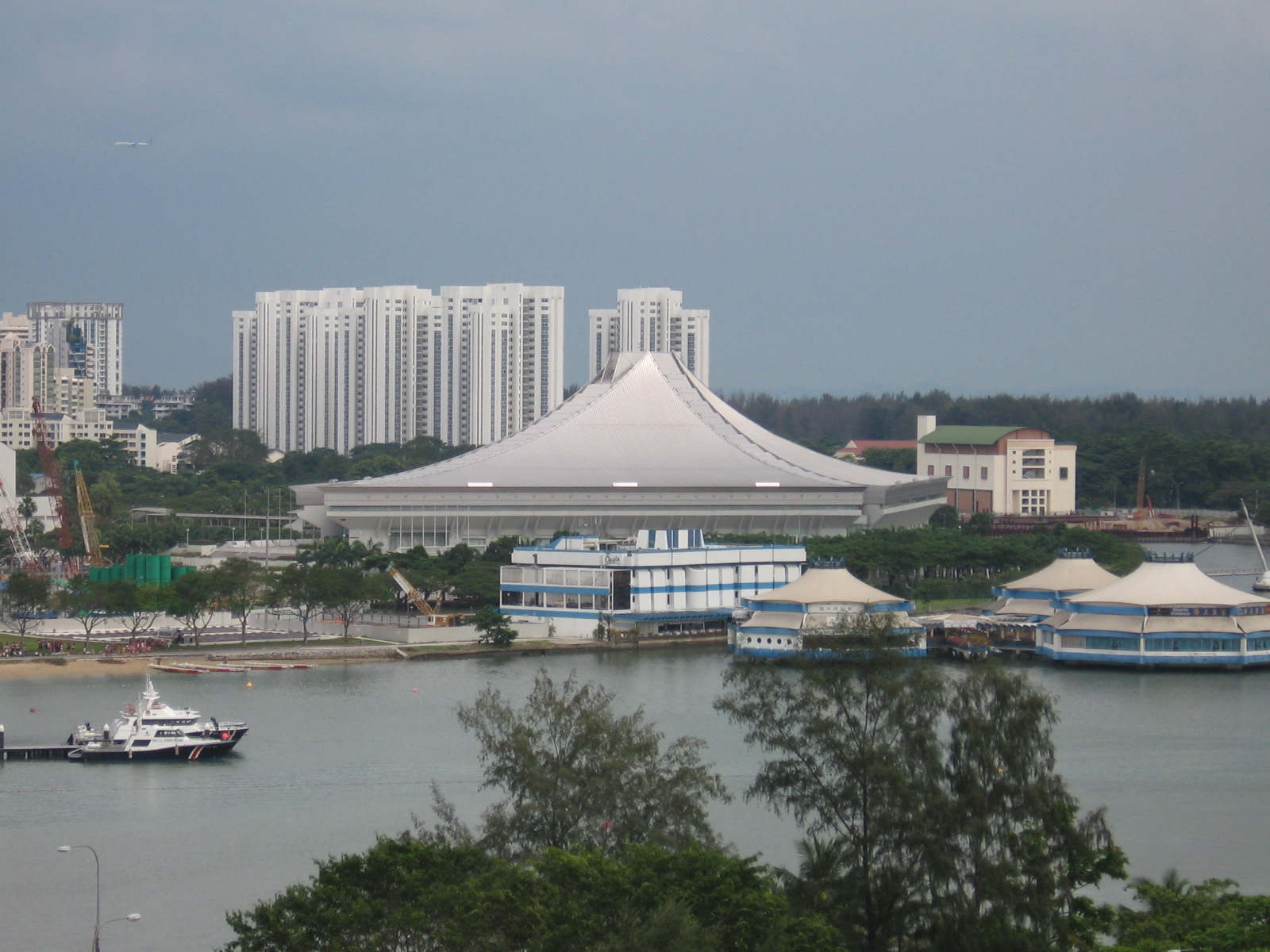
Le palais omnisports de la ville de Singapour
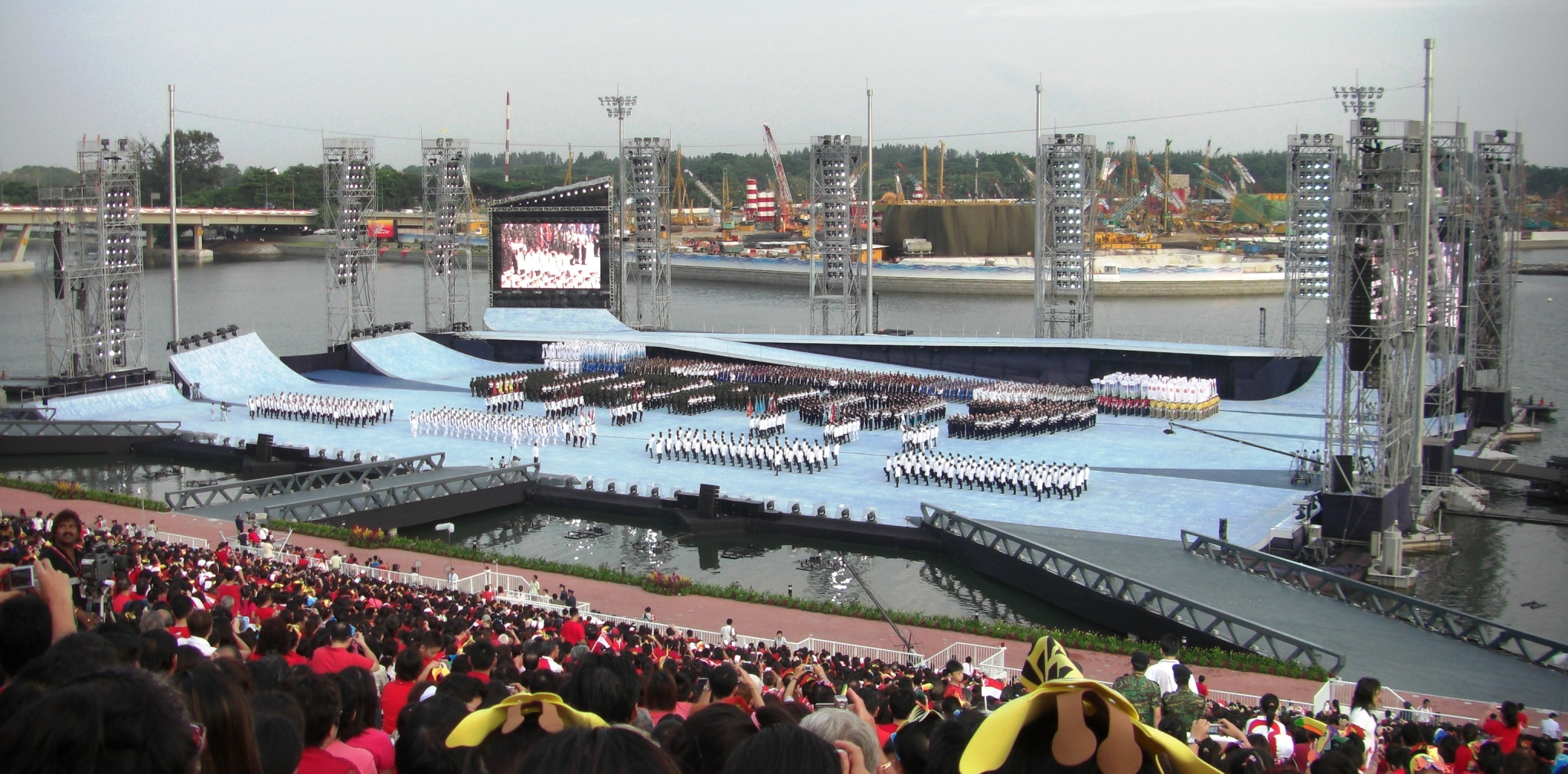
La plateforme flottante de la baie de la Marina
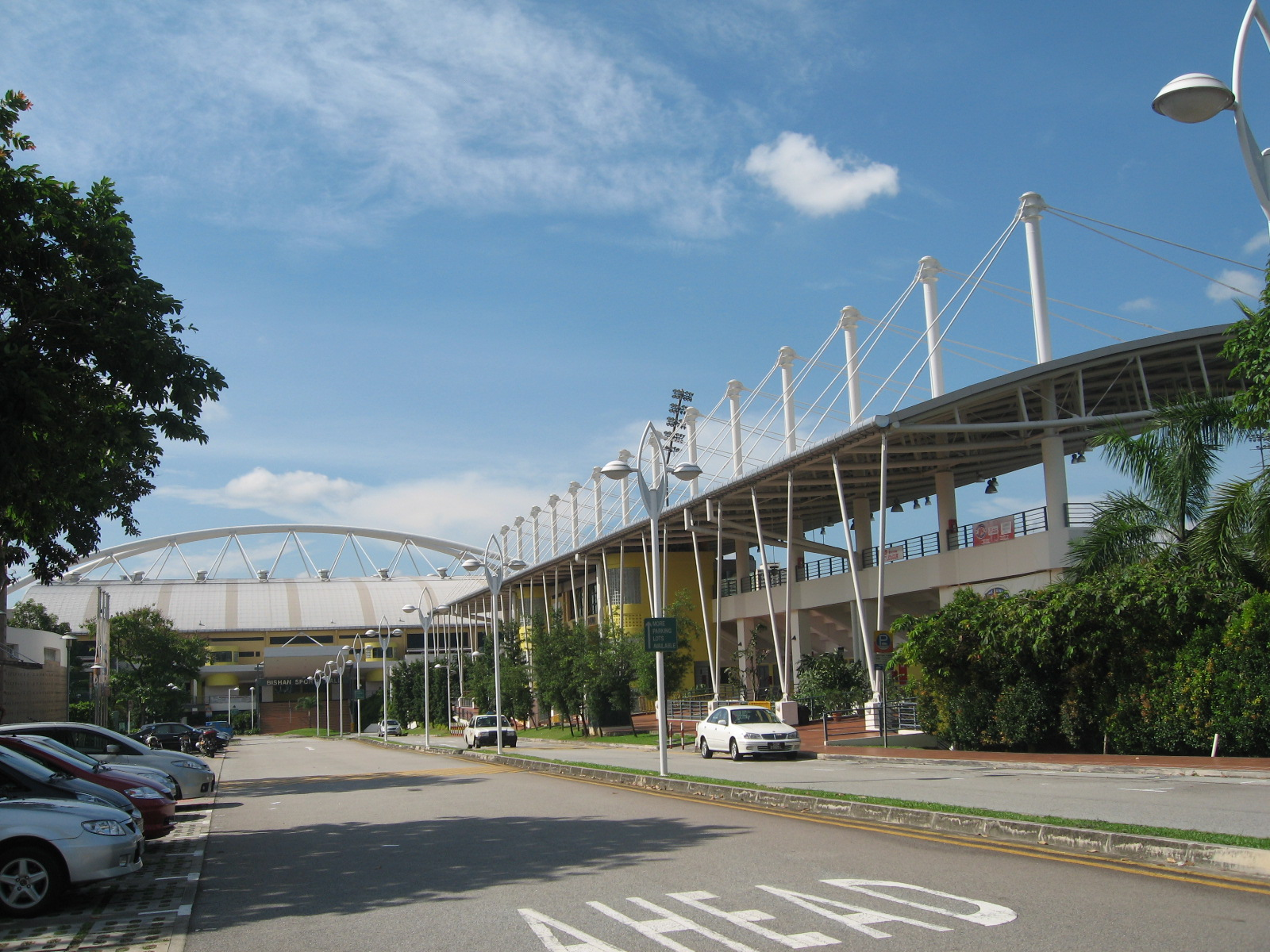
Le stade et le palais des sports de Bishan

### Calendrier
|  | Cérémonies |  | Jour de compétition |  | Jour de finale | 4 | Nombre de finales |

| Calendrier général des Jeux olympiques de la jeunesse de 2010 | Calendrier général des Jeux olympiques de la jeunesse de 2010 | Calendrier général des Jeux olympiques de la jeunesse de 2010 | Calendrier général des Jeux olympiques de la jeunesse de 2010 | Calendrier général des Jeux olympiques de la jeunesse de 2010 | Calendrier général des Jeux olympiques de la jeunesse de 2010 | Calendrier général des Jeux olympiques de la jeunesse de 2010 | Calendrier général des Jeux olympiques de la jeunesse de 2010 | Calendrier général des Jeux olympiques de la jeunesse de 2010 | Calendrier général des Jeux olympiques de la jeunesse de 2010 | Calendrier général des Jeux olympiques de la jeunesse de 2010 | Calendrier général des Jeux olympiques de la jeunesse de 2010 | Calendrier général des Jeux olympiques de la jeunesse de 2010 | Calendrier général des Jeux olympiques de la jeunesse de 2010 | Calendrier général des Jeux olympiques de la jeunesse de 2010 | Calendrier général des Jeux olympiques de la jeunesse de 2010 | Calendrier général des Jeux olympiques de la jeunesse de 2010 | Calendrier général des Jeux olympiques de la jeunesse de 2010 |
| Août 2010                                                     | Août 2010                                                     | Août 2010                                                     | 12                                                            | 13                                                            | 14                                                            | 15                                                            | 16                                                            | 17                                                            | 18                                                            | 19                                                            | 20                                                            | 21                                                            | 22                                                            | 23                                                            | 24                                                            | 25                                                            | 26                                                            |
| ------------------------------------------------------------- | ------------------------------------------------------------- | ------------------------------------------------------------- | ------------------------------------------------------------- | ------------------------------------------------------------- | ------------------------------------------------------------- | ------------------------------------------------------------- | ------------------------------------------------------------- | ------------------------------------------------------------- | ------------------------------------------------------------- | ------------------------------------------------------------- | ------------------------------------------------------------- | ------------------------------------------------------------- | ------------------------------------------------------------- | ------------------------------------------------------------- | ------------------------------------------------------------- | ------------------------------------------------------------- | ------------------------------------------------------------- |
| Cérémonies                                                    | Cérémonies                                                    | Drapeau olympique                                             |                                                               |                                                               | O                                                             |                                                               |                                                               |                                                               |                                                               |                                                               |                                                               |                                                               |                                                               |                                                               |                                                               |                                                               | C                                                             |
| Athlétisme                                                    | Athlétisme                                                    | Pictogramme Athlétisme                                        |                                                               |                                                               |                                                               |                                                               |                                                               |                                                               |                                                               |                                                               |                                                               | 12                                                            | 12                                                            | 12                                                            |                                                               |                                                               |                                                               |
| Aviron                                                        | Aviron                                                        | Pictogramme Aviron                                            |                                                               |                                                               |                                                               |                                                               |                                                               |                                                               | 4                                                             |                                                               |                                                               |                                                               |                                                               |                                                               |                                                               |                                                               |                                                               |
| Badminton                                                     | Badminton                                                     | Pictogramme Badminton                                         |                                                               |                                                               |                                                               |                                                               |                                                               |                                                               |                                                               | 2                                                             |                                                               |                                                               |                                                               |                                                               |                                                               |                                                               |                                                               |
| Basket-ball                                                   | Basket-ball                                                   | Pictogramme Basket-ball                                       |                                                               |                                                               |                                                               |                                                               |                                                               |                                                               |                                                               |                                                               |                                                               |                                                               |                                                               | 2                                                             |                                                               |                                                               |                                                               |
| Boxe                                                          | Boxe                                                          | Pictogramme Boxe                                              |                                                               |                                                               |                                                               |                                                               |                                                               |                                                               |                                                               |                                                               |                                                               |                                                               |                                                               |                                                               | 11                                                            |                                                               |                                                               |
| \| C a n o ë - \| k a y a k \| \| ----------- \| --------- \| | En eau calme                                                  | Pictogramme Canoë-kayak en eau calme                          |                                                               |                                                               |                                                               |                                                               |                                                               |                                                               |                                                               |                                                               |                                                               |                                                               | 3                                                             |                                                               |                                                               |                                                               |                                                               |
| \| C a n o ë - \| k a y a k \| \| ----------- \| --------- \| | En eau vive / slalom                                          | Pictogramme Canoë-kayak slalom                                |                                                               |                                                               |                                                               |                                                               |                                                               |                                                               |                                                               |                                                               |                                                               |                                                               |                                                               |                                                               |                                                               | 3                                                             |                                                               |
| Cyclisme                                                      | Cyclisme                                                      | Pictogramme Cyclisme                                          |                                                               |                                                               |                                                               |                                                               |                                                               |                                                               |                                                               |                                                               |                                                               |                                                               | 1                                                             |                                                               |                                                               |                                                               |                                                               |
| Équitation                                                    | Équitation                                                    | Pictogramme Équitation                                        |                                                               |                                                               |                                                               |                                                               |                                                               |                                                               |                                                               |                                                               | 1                                                             |                                                               |                                                               |                                                               | 1                                                             |                                                               |                                                               |
| Escrime                                                       | Escrime                                                       | Pictogramme Escrime                                           |                                                               |                                                               |                                                               | 2                                                             | 2                                                             | 2                                                             | 1                                                             |                                                               |                                                               |                                                               |                                                               |                                                               |                                                               |                                                               |                                                               |
| Football                                                      | Football                                                      | Pictogramme Football                                          |                                                               |                                                               |                                                               |                                                               |                                                               |                                                               |                                                               |                                                               |                                                               |                                                               |                                                               |                                                               | 1                                                             | 1                                                             |                                                               |
| G y m n a s t i q u e                                         | Artistique                                                    | Pictogramme Gymnastique Artistique                            |                                                               |                                                               |                                                               |                                                               |                                                               |                                                               | 1                                                             | 1                                                             |                                                               | 5                                                             | 5                                                             |                                                               |                                                               |                                                               |                                                               |
| G y m n a s t i q u e                                         | Rythmique                                                     | Pictogramme Gymnastique Rythmique                             |                                                               |                                                               |                                                               |                                                               |                                                               |                                                               |                                                               |                                                               |                                                               |                                                               |                                                               |                                                               |                                                               | 2                                                             |                                                               |
| G y m n a s t i q u e                                         | Trampoline                                                    | Pictogramme Trampoline                                        |                                                               |                                                               |                                                               |                                                               |                                                               |                                                               |                                                               |                                                               | 2                                                             |                                                               |                                                               |                                                               |                                                               |                                                               |                                                               |
| Haltérophilie                                                 | Haltérophilie                                                 | Pictogramme Haltérophilie                                     |                                                               |                                                               |                                                               | 2                                                             | 2                                                             | 3                                                             | 3                                                             | 1                                                             |                                                               |                                                               |                                                               |                                                               |                                                               |                                                               |                                                               |
| Handball                                                      | Handball                                                      | Pictogramme Handball                                          |                                                               |                                                               |                                                               |                                                               |                                                               |                                                               |                                                               |                                                               |                                                               |                                                               |                                                               |                                                               |                                                               | 2                                                             |                                                               |
| Hockey sur gazon                                              | Hockey sur gazon                                              | Pictogramme Hockey sur gazon                                  |                                                               |                                                               |                                                               |                                                               |                                                               |                                                               |                                                               |                                                               |                                                               |                                                               |                                                               |                                                               | 1                                                             | 1                                                             |                                                               |
| Judo                                                          | Judo                                                          | Pictogramme Judo                                              |                                                               |                                                               |                                                               |                                                               |                                                               |                                                               |                                                               |                                                               |                                                               | 3                                                             | 3                                                             | 2                                                             |                                                               | 1                                                             |                                                               |
| Lutte                                                         | Lutte                                                         | Pictogramme Lutte                                             |                                                               |                                                               |                                                               | 5                                                             | 4                                                             | 5                                                             |                                                               |                                                               |                                                               |                                                               |                                                               |                                                               |                                                               |                                                               |                                                               |
| N a t a t i o n                                               | Natation                                                      | Pictogramme Natation                                          |                                                               |                                                               |                                                               | 3                                                             | 8                                                             | 4                                                             | 7                                                             | 3                                                             | 9                                                             |                                                               |                                                               |                                                               |                                                               |                                                               |                                                               |
| N a t a t i o n                                               | Plongeon                                                      | Pictogramme Plongeon                                          |                                                               |                                                               |                                                               |                                                               |                                                               |                                                               |                                                               |                                                               |                                                               | 1                                                             | 1                                                             | 1                                                             | 1                                                             |                                                               |                                                               |
| Pentathlon moderne                                            | Pentathlon moderne                                            | Pictogramme Pentathlon moderne                                |                                                               |                                                               |                                                               |                                                               |                                                               |                                                               |                                                               |                                                               |                                                               | 1                                                             | 1                                                             |                                                               | 1                                                             |                                                               |                                                               |
| Taekwondo                                                     | Taekwondo                                                     | Pictogramme Taekwondo                                         |                                                               |                                                               |                                                               | 2                                                             | 2                                                             | 2                                                             | 2                                                             | 2                                                             |                                                               |                                                               |                                                               |                                                               |                                                               |                                                               |                                                               |
| Tennis                                                        | Tennis                                                        | Pictogramme Tennis                                            |                                                               |                                                               |                                                               |                                                               |                                                               |                                                               |                                                               |                                                               | 1                                                             | 3                                                             |                                                               |                                                               |                                                               |                                                               |                                                               |
| Tennis de table                                               | Tennis de table                                               | Pictogramme Tennis de table                                   |                                                               |                                                               |                                                               |                                                               |                                                               |                                                               |                                                               |                                                               |                                                               |                                                               |                                                               | 2                                                             |                                                               |                                                               | 1                                                             |
| Tir                                                           | Tir                                                           | Pictogramme Tir                                               |                                                               |                                                               |                                                               |                                                               |                                                               |                                                               |                                                               |                                                               |                                                               |                                                               | 1                                                             | 1                                                             | 1                                                             | 1                                                             |                                                               |
| Tir à l’arc                                                   | Tir à l’arc                                                   | Pictogramme Tir à l'arc                                       |                                                               |                                                               |                                                               |                                                               |                                                               |                                                               |                                                               | 1                                                             | 1                                                             | 1                                                             |                                                               |                                                               |                                                               |                                                               |                                                               |
| Triathlon                                                     | Triathlon                                                     | Pictogramme Triathlon                                         |                                                               |                                                               |                                                               | 1                                                             | 1                                                             |                                                               |                                                               | 1                                                             |                                                               |                                                               |                                                               |                                                               |                                                               |                                                               |                                                               |
| Voile                                                         | Voile                                                         | Pictogramme Voile                                             |                                                               |                                                               |                                                               |                                                               |                                                               |                                                               |                                                               |                                                               |                                                               |                                                               |                                                               |                                                               |                                                               | 4                                                             |                                                               |
| Volley-ball                                                   | Volley-ball                                                   | Pictogramme Volley-ball                                       |                                                               |                                                               |                                                               |                                                               |                                                               |                                                               |                                                               |                                                               |                                                               |                                                               |                                                               |                                                               |                                                               |                                                               | 2                                                             |
| Août 2010                                                     | Août 2010                                                     | Août 2010                                                     | 12                                                            | 13                                                            | 14                                                            | 15                                                            | 16                                                            | 17                                                            | 18                                                            | 19                                                            | 20                                                            | 21                                                            | 22                                                            | 23                                                            | 24                                                            | 25                                                            | 26                                                            |
| C a n o ë -                                                   | k a y a k                                                     |                                                               |                                                               |                                                               |                                                               |                                                               |                                                               |                                                               |                                                               |                                                               |                                                               |                                                               |                                                               |                                                               |                                                               |                                                               |                                                               |

|  | Cérémonies |  | Jour de compétition |  | Jour de finale | 4 | Nombre de finales |

### Tableau des médailles
À côté des équipes mixtes CNO, les dix premières nations au classement des médailles sont énumérés ci-dessous. Singapour (mis en évidence), en tant que pays hôte, est également inclus dans le tableau.
- Pays organisateur (Singapour)

| Rang | Nation                           | Or | Argent | Bronze | Total |
| ---- | -------------------------------- | -- | ------ | ------ | ----- |
| 1    | Chine                            | 30 | 16     | 5      | 51    |
| 2    | Russie                           | 18 | 14     | 11     | 43    |
| 3    | Corée du Sud                     | 11 | 4      | 4      | 19    |
| 4    | Ukraine                          | 9  | 9      | 15     | 33    |
| —    | Athlètes olympiques indépendants | 9  | 8      | 11     | 28    |
| 5    | Cuba                             | 9  | 3      | 2      | 14    |
| 6    | Australie                        | 8  | 13     | 8      | 29    |
| 7    | Japon                            | 8  | 5      | 3      | 16    |
| 8    | Hongrie                          | 6  | 4      | 5      | 15    |
| 9    | France                           | 6  | 2      | 7      | 15    |
| 10   | Italie                           | 5  | 9      | 5      | 19    |
| 62   | Singapour                        | 0  | 2      | 4      | 6     |

## Controverses

### Dispute sur le concept des Jeux olympiques de la jeunesse
Le vice-président du Comité international olympique, Dick Pound, était la seule personne du comité à critiquer les Jeux olympiques de la jeunesse à la session de 2007 du CIO au Guatemala. Il a estimé que le CIO devrait organiser d'abord une conférence internationale, au lieu de prendre le risque de fonder un nouveau grand événement. Il a également exprimé son scepticisme quant à savoir si les Jeux encouragent plus de gens à faire du sport, et a estimé qu'ils n'attirent pas plus de 2 % de la jeune génération : « Toutes les personnes impliquées sont des mineurs, ils font toujours du sport. ». Par la suite, Dick Pound a renoncé à son voyage pour assister aux Jeux à Singapour en disant : « Il serait hypocrite de dépenser encore plus d'argent du CIO pour venir à quelque chose à laquelle je ne crois pas. ».

### Dopage
Le lutteur de lutte gréco-romaine 50 kg médaillé d'argent Nurbek Hakkulov de l'Ouzbékistan et Johnny Pilay, lutte libre 63 kg de l'Équateur (pays), ont été disqualifiés, le 15 octobre, après un contrôle positif au diurétique interdit, le furosémide. En conséquence, la médaille d'argent d'Hakkulov lui a été retirée.